# Казарян, Мишик Айразатович
Мишик Айразатович Казарян (28 февраля 1948, Неркин Ахта — 6 апреля 2020, Москва) — советский и российский физик, крупный специалист в области лазерной физики и оптики. Доктор физико-математических наук, профессор. Лауреат Государственной премии СССР в области науки и техники (1980), иностранный член Национальной академии наук Республики Армения. Создатель самого яркого импульсно-периодического лазера для видимой области спектра.

## Биография
Родился в семье Айразата Габриеловича Казаряна — врача, заведующего кафедрой в Ереванском медицинском институте; и Серик Овсеповны Вануни — заслуженного врача Армянской ССР, акушера-гинеколога в Ереванском родильном доме имени Маркаряна.
В 1970 году окончил факультет общей и прикладной физики Московского физико-технического института по специальности «оптика и спектроскопия». В Физическом институте имени Лебедева работал с 1970 года, в 2010-е годы — в отделе люминесценции в должности ведущего научного сотрудника. В 1989 году защитил докторскую диссертацию, с 2003 года — профессор.
Основные исследования связаны с созданием мощных перестраиваемых лазеров, изучением основных физических механизмов, ответственных за реализацию плазменного 3D-эффекта Казаряна, построением цветных акустооптических телевизионных систем и устройств лазерной медицины, изучением механизмов лазерного ускорения микрочастиц, исследованиями светоиндуцированных явлений при динамическом многократном рассеивании света и электроиндуцированного дрейфа аквакомплексов в водных растворах, развитием новых подходов к проблеме лазерного разделения изотопов, разработкой новых решений в проблеме альтернативной и водородной энергетики, разработкой новых композиционных материалов с длительной люминесценцией, синтезом новых наноматериалов.
Автор ряда обзоров в ведущих научных журналах и в энциклопедиях, международных патентов, 26 книг и 9 сборников избранных статей в различных международных изданиях в области физики газовых лазеров и активных оптических систем, опубликовал более 700 научных работ. Автор метода возбуждения лазеров на парах металлов. Разработаны высокоэффективные лазеры, в настоящее время серийно выпускаемые в России.
Лауреат Государственная премия СССР в области науки и техники за 1980 год за работы по физике лазеров и оптических систем в составе авторского коллектива.
Совместно с А. М. Прохоровым, Ю. В. Гуляевым и Ю. А. Трутневым разработал многие аспекты современной лазерной физики и их применения.
В 2003 году был избран действительным членом Академии инженерных наук имени Прохорова, а в 2008 году — иностранным членом Национальной академии наук Республики Армения.
Руководил многими международными проектами МНТЦ и CRDF, был учёным секретарём Научного совета по люминесценции РАН, членом программных и организационных комитетов, председателем секций на многих отечественных и международных конференциях.
Входил в редколлегии журналов «Lasers in Engineering», «Альтернативная энергетика и экология», был членом совета Евро-Азиатского физического общества, членом Национального фонда науки и передовых технологий Армении.
Уделял большое внимание популяризации науки. Был научным консультантом научно-популярных фильмов. Принял участие в создании и съёмках документального фильма [Щёлкин. Крестный отец атомной бомбы (2019). vimeo.com. Дата обращения: 28 августа 2021.], приуроченного к 70-летию реализации советского атомного проекта.
Скончался 6 апреля 2020 года в медицинском центре ГКБ № 40 в Коммунарке из-за осложнений коронавирусной инфекции COVID-19, которой заразился в ходе эпидемии 2020 года.
За 10 дней до этого умерла его жена Арпик Асратян — врач-эпидемиолог, профессор, специалист по вирусным гепатитам, доктор медицинских наук.

## Награды и премии
- Лауреат Государственной премии СССР в области науки и техники (1980)
- Награждён медалью имени академика А. И. Берга (2013),
- медалью имени Н. Н. Семёнова (2013).

## Семья
- Дочь — Серине Казарян, акушер-гинеколог, окончила Московскую медицинскую академию имени И. М. Сеченова, доктор медицинских наук, защитила диссертацию на тему «Эпидемиологическая значимость вирусных и сочетанных инфекций, влияющих на репродуктивное здоровье женщин»[14].
- Сын — Айразат Казарян, врач, хирург, защитил диссертацию на тему «Сравнительная оценка лапароскопического и традиционных хирургических доступов при гормонально-активных опухолях надпочечников», работал в Первом Московском государственном медицинском университете имени И. М. Сеченова, больнице Телемарк, Шиен и интервенционном центре Университетской больницы Осло[15][16][17].

## Память
Вышел документальный фильм Мишик Казарян: путь Искателя (2021). www.youtube.com. Дата обращения: 28 августа 2021.

## Книги профессора М. А. Казаряна
На русском:
1. Пасманик Г. А., Земсков К. И., Казарян М. А., Беспалов В. И. Оптические системы с усилителями яркости. Горький: ИПН АФ СССР, 1988: 173 стр.
2. Батенин В. М., Бучанов В. В., Казарян М. А., Климовский И, Молодых Э. Лазеры на самоограниченных переходах атомов металлов. Москва: Научная книга, 1998: 543 стр.
3. Бохан П. А., Бучанов В. В., Закревский Д. Э., Казарян М. А., Калугин М. М., Прохоров А. М., Фатеев Н. В. Лазерное разделение изотопов в атомарных парах. Москва: Физматлит, 2004: 216 стр.
4. Григорьянц А. Г., Казарян М. А., Лябин Н. А. Лазеры на парах меди: конструкция, характеристики и применения. Москва: Физматлит, 2005: 312 стр.
5. Батенин В. М. , Бойченко А., Бучанов В. В., Казарян М. А., Климовский И., Молодых Э. Лазеры на самоограниченных переходах атомов металлов — 2: в 2-х томах, Том I. Москва: Физматлит, 2009: 544 стр.
6. Бохан П. А., Бучанов В. В., Закревский Д. Э., Казарян М. А., Прохоров А. М., Фатеев Н. В. Оптическое и лазерно-химическое разделение изотопов в атомарных парах. Москва: Физматлит, 2010: 232 стр.
7. Казарян М. А., Ломов И. В., Шаманин И. В. Электрофизика структурированных растворов солей в жидких полярных диэлектриках. Москва: Физматлит, 2011: 190 стр.
8. Батенин В. М., Бохан П. А., Бучанов В. В., Евтушенко Г., Казарян М. А., Карпухин В., Климовский И., Маликов М. Лазеры на самоограниченных переходах атомов металлов — 2: в 2-х томах, Том II. Москва: Физматлит, 2011: 616 стр.
9. Казарян М. А., Коновалов К. Б., Косова Н. И., Малиновская Т. Д., Манжай В. Н., Нефёдов Р. А., Самбуева О. Б., Сачков В. И. Жидкотопливные антитурбулентные присадки / под ред. М. А. Казаряна. Томск: Издательство научно-технической литературы, 2014: 109 стр.
10. Латышенко К. П., Гарелина С. А., Гусев А. Л., Казарян М. А. Техническая оценка зданий и сооружений: в 2-х томах, Том I. Саров: Научно-технический центр «ТАТА», 2014: 253 с.
11. Латышенко К. П., Гарелина С. А., Гусев А. Л., Казарян М. А. Техническая оценка зданий и сооружений: в 2-х томах, Том II. Саров: Научно-технический центр «ТАТА», 2014: 299 с.
12. Гуляев Ю. В., Казарян М. А., Мокрушин Ю. М., Шакин О. В. Акустооптические лазерные системы формирования телевизионных изображений. Москва: Физматлит, 2016: 240 с.
13. Евтушенко Г. С., Казарян М. А., Торгаев С. Н., Тригуб М. В., Шиянов Д. В. Скоростные усилители яркости на индуцированных переходах в парах металлов. Томск: STS, 2016, 245 стр.
14. Гарелина С. А., Латышенко К. П., Гусев А. Л., Казарян М. А. Техническая оценка зданий и сооружений (Второе издание, переработанное и дополненное): в 3-х частях, Часть 1. Химки: АГЗ МЧС России, 2016: 275 с.
15. Гарелина С. А., Латышенко К. П., Гусев А. Л., Казарян М. А. Техническая оценка зданий и сооружений (Второе издание, переработанное и дополненное): в 3-х частях, Часть 2. Химки: АГЗ МЧС России, 2016: 311 с.
16. Гарелина С. А., Латышенко К. П., Гусев А. Л., Казарян М. А. Техническая оценка зданий и сооружений (Второе издание, переработанное и дополненное): в 3-х частях, Часть 3. Химки: АГЗ МЧС России, 2016: 184 с.
17. Григорьянц А. Г., Казарян М. А., Лябин Н. А. Лазерная прецизионная микрообработка материалов. Москва: Физматлит, 2017: 416 стр.
18. Бохан П. А., Бучанов В. В., Закревский Д. Э., Казарян М. А., Прохоров А. М., Фатеев Н. В. Оптическое и лазерно-химическое разделение изотопов в атомарных парах. Москва: Физматлит, 2-е изд., 2017: 227 стр.
19. Львов А., Де Конд М., Ставцев А. Ю. Тернистый путь к летающим автомобилям. Санкт-Петербург: Нестор-История, 2017: 384 стр. (Мишель Де Конд — псевдоним М. А. Казаряна)
20. Хунда Ли, Казарян М. А., Шаманин И. В. Электроиндуцированный дрейф зарядовонейтральных кластеров в растворах. Москва: Физматлит, 2018: 208 стр.
21. Казарян А. М., Ревенко В. И. Лазерная резка стекла. Москва: Физматлит, 2021: 136 стр.

На английском:
1. Bokhan P. A., Buchanov V. V., Fateev N. V., Kalugin M. M., Kazaryan M. A., Prokhorov A. M., Zakrevskii D. E. Laser Isotope Separation in Atomic Vapor. Wiley-VCH, 2006: 198 pages
2. Batenin V. М., Buchanov V. V., Boichenko A. M., Kazaryan M. A., Klimovskii I. I., Molodykh E. I. High-brightness Metal Vapour Lasers: Volume I: Physical Fundamentals and Mathematical Models. CRC Press, 2016: 542 pages
3. Gulyaev Yu. V., Kazaryan M. A., Mokrushnin M., Shatkin O. V. Acousto-Optical Laser Systems for the Formation of Television Images. CRC Press, 2018: 284 pages
4. Grigor’yants A. G., Kazaryan M. A., Lyabin N. A. Laser Precision Microprocessing of Materials. CRC Press, 2019: 438 pages
5. Hunda Li, Kazaryan M. A., Shamanin I. V. Electroinduced Drift of Neutral Charge Clusters in Salt Solutions. CRC Press, 2020: 222 pages